# Farmacias Benavides
Farmacias Benavides es una cadena de farmacias mexicana, fundada en 1917 en Monterrey. Es propiedad de Walgreens Boots Alliance.
Inició operaciones como Botica del Carmen en Monterrey, y abrió sus primeras farmacias en esta misma ciudad, y en 1940, En agosto de 2002 Farben S.A. de C.V fue adquirida por la chilena Farmacias Ahumada, adoptando su logo, y conforme esta última fue vendida a Casa Saba en 2010 y a Alliance Boots (luego Walgreens Boots Alliance) en 2014, Farmacias Benavides también cambió de propietario.
En 2022 Walgreens Boots Alliance mostró su interés de vender sus activos de Farmacias Ahumada en Chile. En mayo de 2023, un grupo de inversionistas chilenos liderados por LarraínVial adquirieron Farmacias Ahumada, dejando de pertenecer al grupo WBA, sin embargo Benavides no fue incluida en la venta y se mantiene como parte del holding internacional.
Benavides ha crecido durante los siguientes 60 años para tener más de 1100 farmacias en todo el norte y oeste de México, con diversos productos y servicios como medicamentos, productos de belleza y cuidado personal, bienestar, consultorio, entre otros. La empresa se encuentra en expansión a lo largo de México.

## Galería

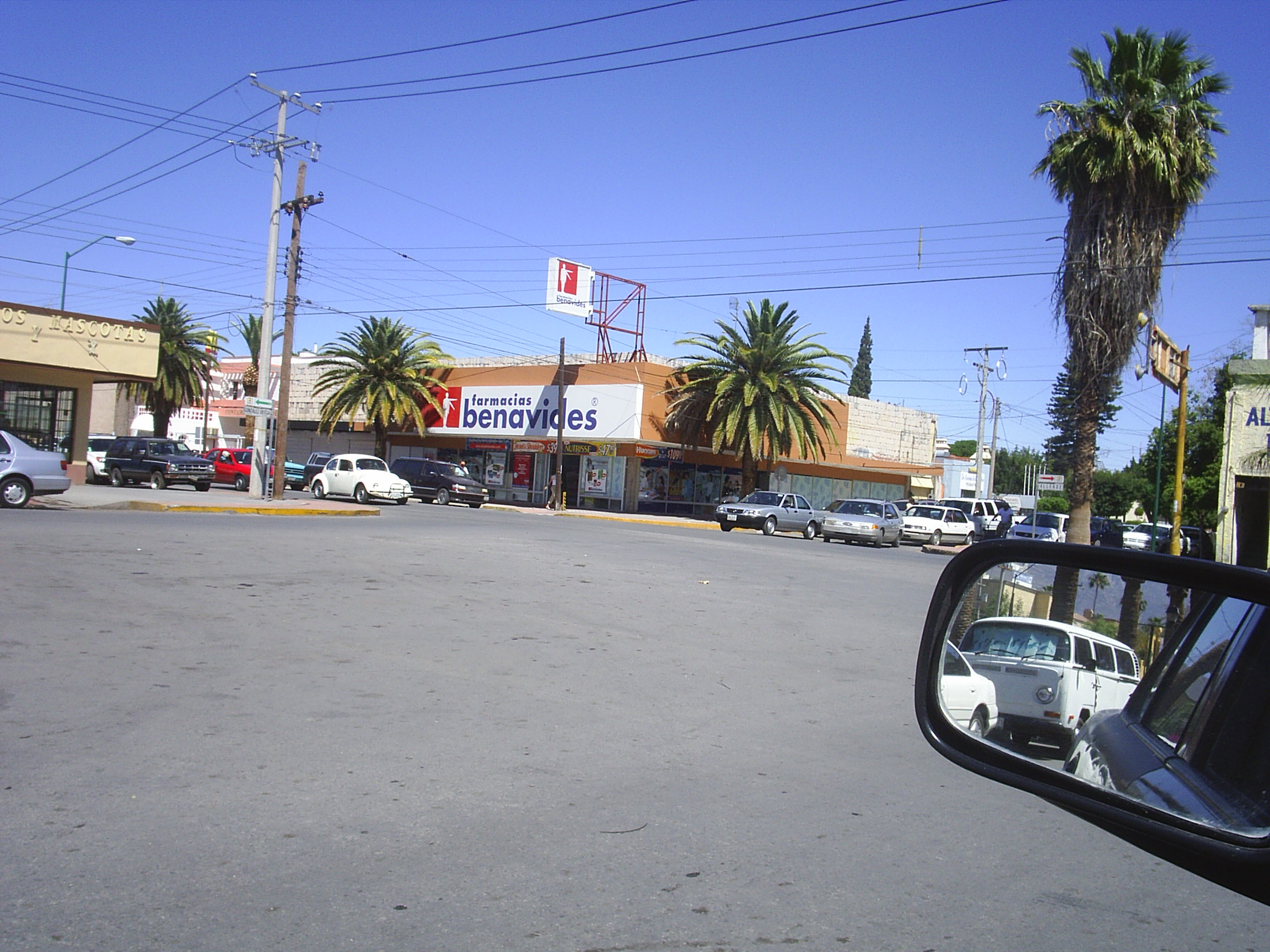
Farmacia Benavides Allende en Torreón
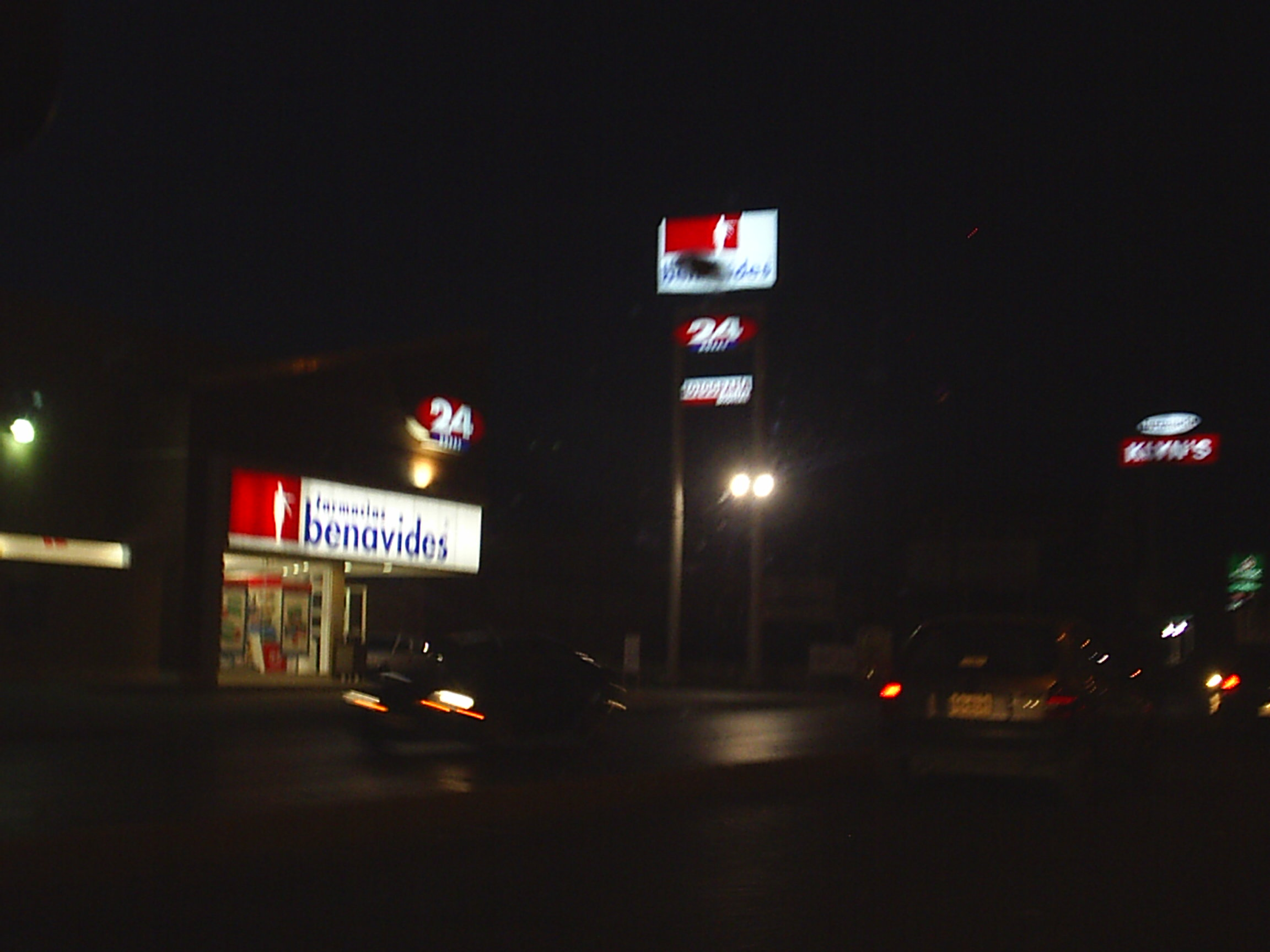
Farmacia Benavides Saltillo 400 en Torreón (cerrada actualmente)
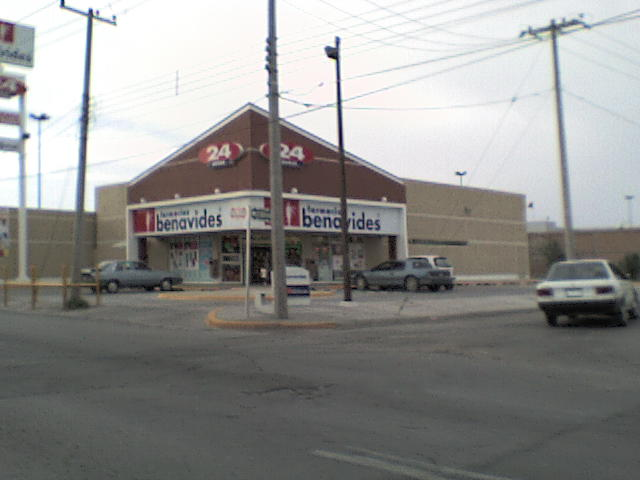
Farmacia Benavides Diagonal Reforma en Torreón